# Metasada pleurosticta
Metasada pleurosticta là một loài bướm đêm trong họ Noctuidae.